# Кабдрахманов, Тлеухан Самарханович
Тлеухан Самарханович Кабдрахманов (каз. Тілеухан Самарханұлы Қабдырахманов; род. 29 апреля 1945; Семипалатинск, Казахская ССР, СССР) — казахстанский политический и государственный деятель, дипломат. Заслуженный работник дипломатической службы Республики Казахстан, заслуженный деятель Казахстана.

## Биография
Тлеухан Самарханович Кабдрахманов родился 29 апреля 1945 года в селе Терен-Кудук Жанасемейского района Семипалатинской области.
В 1973 году окончил факультет экономики и права Университета дружбы народов им. Патриса Лумумбы по специальности «экономика и планирование народного хозяйства»
В 1991 году окончил Академию народного хозяйства при Совете Министров СССР по специальности ведущий специалист по экономическим методам управления.
Трудовую деятельность начал в 1963 году слесарем-сборщиком Новгородского телевизионного завода.
С 1973 по 1978 годы — инженер-экономист, главный специалист Госплана Казахской ССР.
С 1978 по 1990 годы — начальник подотдела, отдела Госплана Казахской ССР.
С 1990 по 1991 годы — первый зам. председателя Госкомитета Казахской ССР по экономике.
С 1991 по 1993 годы — председатель Госкомитета по экономике Республики Казахстан, член Правительства Республики Казахстан.
С 1993 по 1996 годы — Чрезвычайный и Полномочный Посол Республики Казахстан во Французской Республике; Постоянный Представитель Республики Казахстан при ЮНЕСКО по совместительству.
С 1996 по 2003 годы — Чрезвычайный и Полномочный Посол Республики Казахстан в Японии.
С 2003 по 2006 годы — Чрезвычайный и Полномочный Посол РК в Республике Узбекистан.
С 2006 по 2008 годы — Чрезвычайный и Полномочный Посол РК в Литовской Республике.
С 2006 по 2008 годы — Чрезвычайный и Полномочный Посол Республики Казахстан в Латвийской Республике, Эстонской Республике по совместительству; в Финляндской Республике по совместительству.

## Награды и звания
- Почётное звания «Заслуженный работник дипломатической службы Республики Казахстан»[3]
- Почётное звания «Заслуженный деятель Казахстана»
- Орден «Достык» I степени (2025 год)[4]
- Орден «Курмет» (декабрь 2001 года)[5]
- Медаль «Астана» (1998 год)
- Награждён государственными, правительственными и юбилейными медалями Республики Казахстан.[6]
- Благодарственное письмо Первого Президента Республики Казахстан с вручением нагрудного знака «Алтын барыс» и др.
- Почётная грамота Сената Парламента Республики Казахстан (13 декабря 2014 года)[7]